# Crocota illibata
Crocota illibata là một loài bướm đêm trong họ Geometridae.